# École nationale supérieure des ingénieurs en arts chimiques et technologiques
La École nationale supérieure des ingénieurs en arts chimiques et technologiques (también conocida como ENSIACET) es una escuela de ingenieros de Francia. 
Está ubicado en Toulouse, campus Universidad Federal de Toulouse Midi-Pyrénées. También es miembro del Toulouse Tech y de la conferencia de grandes écoles. Forma principalmente ingenieros químicos de muy alto nivel, destinados principalmente para el empleo en las empresas.

## Diplomado ENSIACET
En Francia, para llegar a ser ingeniero, se puede seguir la fórmula "dos más tres", que está compuesta de dos años de estudio de alto nivel científico (las clases preparatorias) y tres años científico-técnicos en una de las Grandes Ecoles de ingenieros. El acceso a éstas se realiza, al final de las clases preparatorias, a través de un concurso muy selectivo. 
- Master Ingénieur ENSIACET
- Maestría
- Mastères Spécialisés
- MOOC.[4]

## Tesis doctoralENSIACET -Universidad Federal de Toulouse Midi-Pyrénées
Laboratorio y Doctorados de investigación
- Ingeniería de materiales
- Química industrial agro
- Química de la coordinación
- Ingeniería química